# Livijo
Livijo je moško osebno ime.

## Izvor imena
Ime Livijo je moška različica ženskega osebnega imena Livija.

## Pogostost imena
Po podatkih Statističnega urada Republike Slovenije je bilo na dan 31. decembra 2007 v Sloveniji število moških oseb z imenom Livijo: 33.

## Osebni praznik
V koledarju je ime Livijo skupaj z imenom Livija; god praznuje 5. marca.